# Ultraleichtfluggelände Göpfersdorf

i7
i11
i13
Das Ultraleichtfluggelände Göpfersdorf liegt in der Gemeinde Göpfersdorf im Landkreis Altenburger Land in Thüringen. Der Platzhalter und Betreiber ist der Flugverein Göpfersdorf e. V.

## Lage
Das Ultraleichtfluggelände liegt etwa 1 km östlich von Göpfersdorf.

## Flugbetrieb
Das Ultraleichtfluggelände besitzt eine Betriebsgenehmigung für Ultraleichtflugzeuge und Segelflugzeuge. Es ist mit einer 400 m langen und 15 m breiten Start- und Landebahn aus Gras (Richtung 07/25) ausgestattet. Segelflugzeuge starten per Windenstart, Flugzeugschleppstart oder Eigenstart. Das Ultraleichtfluggelände dient dem Betrieb mit Ultraleichtflugzeugen des Platzhalters sowie Dritter mit vorheriger Zustimmung des Platzhalters (PPR). Das Gelände wird auch vom Flugsportverein Altenburger Land e. V. benutzt.

## Geschichte
Der Flugplatz Göpfersdorf wurde 1975 erbaut. Er wurde zu DDR-Zeiten hauptsächlich als Agrarflugplatz genutzt. Nach der Wiedervereinigung wurde der Agrarflug immer unrentabler und deshalb bald aufgegeben. Der Flugverein Göpfersdorf e. V. wurde 1991 gegründet. Das Ultraleichtfluggelände Göpfersdorf wurde am 29. Februar 2000 genehmigt.

## Zwischenfälle
Am 14. Mai 2000 geriet ein Segelflugzeug des Typs Przedsiebiorstwo Doswiadczalno-Produkcyjne SZD-50-3 im Endanflug zur Landung in einer Linkskurve in einen überzogenen Flugzustand, kippte zur Seite ab und prallte neben einem Feld neben der Flugplatzzugangsstraße auf. Der Pilot wurde schwer und sein Fluggast tödlich verletzt. Das Segelflugzeug wurde zerstört.